# Ибероамериканский университет
Ибероамериканский Университет (исп. Universidad Iberoamericana Ciudad de México) — один из крупнейших частных университетов Латинской Америки. Центральный кампус расположен в г. Мехико. Основан орденом иезуитов.

## История
Основан в 1943 году.

## Библиотека
Библиотека университета, исп. Biblioteca Francisco Xavier Clavigero, названа в честь мексиканского историка, иезуита Франсиско Хавьера Клавихеро — крупнейшая университетская библиотека Мексики.